# Europees kampioenschap voetbal mannen onder 17 - 2002 (kwalificatie)
Het kwalificatietoernooi voor het Europees kampioenschap voetbal onder 17 voor mannen was een toernooi dat duurde van 24 september 2001 tot en met 10 maart 2002. Dit toernooi zou bepalen welke 15 landen zich kwalificeerden voor het Europees kampioenschap voetbal mannen onder 17 van 2002. Dit toernooi is de opvolger van het toernooi onder 16.
Alle landen van de UEFA mochten meedoen aan dit toernooi. 50 landen namen deel.

## Gekwalificeerde landen
| Land        | Gekwalificeerd als             | Beste prestatie |
| ----------- | ------------------------------ | --------------- |
| Denemarken  | Gastland                       | Debuut          |
| Joegoslavië | Kwalificatie: Winnaar groep 1  | Debuut          |
| Tsjechië    | Kwalificatie: Winnaar groep 2  | Debuut          |
| Spanje      | Kwalificatie: Winnaar groep 3  | Debuut          |
| Portugal    | Kwalificatie: Winnaar groep 4  | Debuut          |
| Nederland   | Kwalificatie: Winnaar groep 5  | Debuut          |
| Hongarije   | Kwalificatie: Winnaar groep 6  | Debuut          |
| Frankrijk   | Kwalificatie: Winnaar groep 7  | Debuut          |
| Oekraïne    | Kwalificatie: Winnaar groep 8  | Debuut          |
| Moldavië    | Kwalificatie: Winnaar groep 9  | Debuut          |
| Georgië     | Kwalificatie: Winnaar groep 10 | Debuut          |
| Polen       | Kwalificatie: Winnaar groep 11 | Debuut          |
| Zwitserland | Kwalificatie: Winnaar groep 12 | Debuut          |
| Engeland    | Kwalificatie: Winnaar groep 13 | Debuut          |
| Duitsland   | Kwalificatie: Winnaar groep 14 | Debuut          |
| Finland     | Kwalificatie: Winnaar groep 15 | Debuut          |

## Kwalificatieronde

### Groep 1
De wedstrijden werden gespeeld tussen 4 en 8 maart 2002 in Dublin, Ierland.
| Pos | Team        | Wed | W | G | V | Ptn | DV | DT | +/− | Kwalificatie                      |   | YUG | IRL | SLO | CYP |
| --- | ----------- | --- | - | - | - | --- | -- | -- | --- | --------------------------------- | - | --- | --- | --- | --- |
| 1   | Joegoslavië | 3   | 3 | 0 | 0 | 9   | 9  | 1  | +8  | Geplaatst voor het hoofdtoernooi. |   | —   | 2–1 | 3–0 | 4–0 |
| 2   | Ierland     | 3   | 2 | 0 | 1 | 6   | 8  | 2  | +6  |                                   |   | —   | —   | 3–0 | 4–0 |
| 3   | Slovenië    | 3   | 1 | 0 | 2 | 3   | 1  | 6  | −5  |                                   | — | —   | —   | 1–0 |     |
| 4   | Cyprus      | 3   | 0 | 0 | 3 | 0   | 0  | 9  | −9  |                                   | — | —   | —   | —   |     |

### Groep 2
De wedstrijden werden gespeeld tussen 29 september en 3 oktober 2001 in Slowakije.
| Pos | Team      | Wed | W | G | V | Ptn | DV | DT | +/− | Kwalificatie                      |   | CZE | BEL | SVK | LUX |
| --- | --------- | --- | - | - | - | --- | -- | -- | --- | --------------------------------- | - | --- | --- | --- | --- |
| 1   | Tsjechië  | 3   | 2 | 1 | 0 | 7   | 12 | 2  | +10 | Geplaatst voor het hoofdtoernooi. |   | —   | 3–0 | 2–2 | 7–0 |
| 2   | België    | 3   | 2 | 0 | 1 | 6   | 4  | 3  | +1  |                                   |   | —   | —   | 1–0 | 3–0 |
| 3   | Slowakije | 3   | 1 | 1 | 1 | 4   | 6  | 4  | +2  |                                   | — | —   | —   | 4–1 |     |
| 4   | Luxemburg | 3   | 0 | 0 | 3 | 0   | 1  | 14 | −13 |                                   | — | —   | —   | —   |     |

### Groep 3
De wedstrijden werden gespeeld tussen 5 en 9 maart 2002 in Spanje.
| Pos | Team            | Wed | W | G | V | Ptn | DV | DT | +/− | Kwalificatie                      |   | ESP | MKD | AUT |
| --- | --------------- | --- | - | - | - | --- | -- | -- | --- | --------------------------------- | - | --- | --- | --- |
| 1   | Spanje          | 2   | 2 | 0 | 0 | 6   | 4  | 2  | +2  | Geplaatst voor het hoofdtoernooi. |   | —   | 3–2 | 1–0 |
| 2   | Noord-Macedonië | 2   | 0 | 1 | 1 | 1   | 3  | 4  | −1  |                                   |   | —   | —   | 1–1 |
| 3   | Oostenrijk      | 2   | 0 | 1 | 1 | 1   | 1  | 2  | −1  |                                   | — | —   | —   |     |

### Groep 4
De wedstrijden werden gespeeld tussen 4 en 8 maart 2002 in Andorra.
| Pos | Team       | Wed | W | G | V | Ptn | DV | DT | +/− | Kwalificatie                      |   | POR | SMR | AND |
| --- | ---------- | --- | - | - | - | --- | -- | -- | --- | --------------------------------- | - | --- | --- | --- |
| 1   | Portugal   | 2   | 2 | 0 | 0 | 6   | 6  | 0  | +6  | Geplaatst voor het hoofdtoernooi. |   | —   | 2–0 | 4–0 |
| 2   | San Marino | 2   | 1 | 0 | 1 | 3   | 2  | 3  | −1  |                                   |   | —   | —   | 2–1 |
| 3   | Andorra    | 2   | 0 | 0 | 2 | 0   | 1  | 6  | −5  |                                   | — | —   | —   |     |

### Groep 5
De wedstrijden werden gespeeld tussen 26 en 30 november 2001 in Liechtenstein.
| Pos | Team          | Wed | W | G | V | Ptn | DV | DT | +/− | Kwalificatie                      |   | NED | BLR | LIE |
| --- | ------------- | --- | - | - | - | --- | -- | -- | --- | --------------------------------- | - | --- | --- | --- |
| 1   | Nederland     | 2   | 2 | 0 | 0 | 6   | 8  | 0  | +8  | Geplaatst voor het hoofdtoernooi. |   | —   | 5–0 | 3–0 |
| 2   | Wit-Rusland   | 2   | 1 | 0 | 1 | 3   | 2  | 6  | −4  |                                   |   | —   | —   | 2–1 |
| 3   | Liechtenstein | 2   | 0 | 0 | 2 | 0   | 1  | 5  | −4  |                                   | — | —   | —   |     |

### Groep 6
De wedstrijden werden gespeeld tussen 24 en 28 september 2001 in Hongarije.
| Pos | Team         | Wed | W | G | V | Ptn | DV | DT | +/− | Kwalificatie                      |   | HUN | CRO | AZE | ALB |
| --- | ------------ | --- | - | - | - | --- | -- | -- | --- | --------------------------------- | - | --- | --- | --- | --- |
| 1   | Hongarije    | 3   | 2 | 1 | 0 | 7   | 9  | 2  | +7  | Geplaatst voor het hoofdtoernooi. |   | —   | 1–1 | 5–1 | 3–0 |
| 2   | Kroatië      | 3   | 2 | 1 | 0 | 7   | 8  | 3  | +5  |                                   |   | —   | —   | 2–0 | 5–2 |
| 3   | Azerbeidzjan | 3   | 1 | 0 | 2 | 3   | 4  | 9  | −5  |                                   | — | —   | —   | 3–2 |     |
| 4   | Albanië      | 3   | 0 | 0 | 3 | 0   | 4  | 11 | −7  |                                   | — | —   | —   | —   |     |

### Groep 7
De wedstrijden werden gespeeld tussen 14 en 18 oktober 2001 in Bulgarije.
| Pos | Team        | Wed | W | G | V | Ptn | DV | DT | +/− | Kwalificatie                      |   | FRA | BUL | ROU | GRE |
| --- | ----------- | --- | - | - | - | --- | -- | -- | --- | --------------------------------- | - | --- | --- | --- | --- |
| 1   | Frankrijk   | 3   | 3 | 0 | 0 | 9   | 6  | 2  | +4  | Geplaatst voor het hoofdtoernooi. |   | —   | 2–1 | 2–0 | 2–1 |
| 2   | Bulgarije   | 3   | 2 | 0 | 1 | 6   | 5  | 2  | +3  |                                   |   | —   | —   | 1–0 | 3–0 |
| 3   | Roemenië    | 3   | 1 | 0 | 2 | 3   | 3  | 3  | 0   |                                   | — | —   | —   | 3–0 |     |
| 4   | Griekenland | 3   | 0 | 0 | 3 | 0   | 1  | 8  | −7  |                                   | — | —   | —   | —   |     |

### Groep 8
De wedstrijden werden gespeeld tussen 25 en 29 september 2001 in Kiev, Oekraïne.
| Pos | Team     | Wed | W | G | V | Ptn | DV | DT | +/− | Kwalificatie                      |   | UKR | ITA | TUR |
| --- | -------- | --- | - | - | - | --- | -- | -- | --- | --------------------------------- | - | --- | --- | --- |
| 1   | Oekraïne | 2   | 2 | 0 | 0 | 6   | 4  | 1  | +3  | Geplaatst voor het hoofdtoernooi. |   | —   | 2–1 | 4–2 |
| 2   | Italië   | 2   | 1 | 0 | 1 | 3   | 1  | 2  | −1  |                                   |   | —   | —   | 3–3 |
| 3   | Turkije  | 2   | 0 | 0 | 2 | 0   | 1  | 3  | −2  |                                   | — | —   | —   |     |

### Groep 9
De wedstrijden werden gespeeld tussen 5 en 9 maart 2002 in Ararat, Armenië.
| Pos | Team     | Wed | W | G | V | Ptn | DV | DT | +/− | Kwalificatie                      |   | MDA | MLT | ARM |
| --- | -------- | --- | - | - | - | --- | -- | -- | --- | --------------------------------- | - | --- | --- | --- |
| 1   | Moldavië | 2   | 2 | 0 | 0 | 6   | 4  | 1  | +3  | Geplaatst voor het hoofdtoernooi. |   | —   | 2–0 | 2–1 |
| 2   | Malta    | 2   | 1 | 0 | 1 | 3   | 1  | 2  | −1  |                                   |   | —   | —   | 1–0 |
| 3   | Armenië  | 2   | 0 | 0 | 2 | 0   | 1  | 3  | −2  |                                   | — | —   | —   |     |

### Groep 10
De wedstrijden werden gespeeld tussen 15 en 19 oktober 2001 in Tbilisi, Georgië.
| Pos | Team                  | Wed | W | G | V | Ptn | DV | DT | +/− | Kwalificatie                      |   | GEO | ISR | BIH |
| --- | --------------------- | --- | - | - | - | --- | -- | -- | --- | --------------------------------- | - | --- | --- | --- |
| 1   | Georgië               | 2   | 2 | 0 | 0 | 6   | 3  | 0  | +3  | Geplaatst voor het hoofdtoernooi. |   | —   | 1–0 | 2–0 |
| 2   | Israël                | 2   | 0 | 1 | 1 | 1   | 0  | 1  | −1  |                                   |   | —   | —   | 0–0 |
| 3   | Bosnië en Herzegovina | 2   | 0 | 1 | 1 | 1   | 0  | 2  | −2  |                                   | — | —   | —   |     |

### Groep 11
De wedstrijden werden gespeeld tussen 26 en 30 september 2001 in Tallin, Estland.
| Pos | Team      | Wed | W | G | V | Ptn | DV | DT | +/− | Kwalificatie                      |   | POL | ISL | NOR | EST |
| --- | --------- | --- | - | - | - | --- | -- | -- | --- | --------------------------------- | - | --- | --- | --- | --- |
| 1   | Polen     | 3   | 3 | 0 | 0 | 9   | 7  | 1  | +6  | Geplaatst voor het hoofdtoernooi. |   | —   | 2–0 | 4–1 | 1–0 |
| 2   | IJsland   | 3   | 2 | 0 | 1 | 6   | 7  | 3  | +4  |                                   |   | —   | —   | 3–1 | 4–0 |
| 3   | Noorwegen | 3   | 1 | 0 | 2 | 3   | 8  | 7  | +1  |                                   | — | —   | —   | 6–0 |     |
| 4   | Estland   | 3   | 0 | 0 | 3 | 0   | 0  | 11 | −11 |                                   | — | —   | —   | —   |     |

### Groep 12
De wedstrijden werden gespeeld tussen 15 en 19 oktober 2001 in Zwitserland.
| Pos | Team        | Wed | W | G | V | Ptn | DV | DT | +/− | Kwalificatie                      |   | SUI | WAL | FAR |
| --- | ----------- | --- | - | - | - | --- | -- | -- | --- | --------------------------------- | - | --- | --- | --- |
| 1   | Zwitserland | 2   | 2 | 0 | 0 | 6   | 10 | 0  | +10 | Geplaatst voor het hoofdtoernooi. |   | —   | 3–0 | 7–0 |
| 2   | Wales       | 2   | 0 | 1 | 1 | 1   | 1  | 4  | −3  |                                   |   | —   | —   | 1–1 |
| 3   | Faeröer     | 2   | 0 | 1 | 1 | 1   | 1  | 8  | −7  |                                   | — | —   | —   |     |

### Groep 13
De wedstrijden werden gespeeld tussen 6 en 10 maart 2002 in Engeland.
| Pos | Team      | Wed | W | G | V | Ptn | DV | DT | +/− | Kwalificatie                      |   | ENG | SCO | LTU |
| --- | --------- | --- | - | - | - | --- | -- | -- | --- | --------------------------------- | - | --- | --- | --- |
| 1   | Engeland  | 2   | 2 | 0 | 0 | 6   | 7  | 1  | +6  | Geplaatst voor het hoofdtoernooi. |   | —   | 3–1 | 4–0 |
| 2   | Schotland | 2   | 1 | 0 | 1 | 3   | 4  | 4  | 0   |                                   |   | —   | —   | 3–1 |
| 3   | Litouwen  | 2   | 0 | 0 | 2 | 0   | 1  | 7  | −6  |                                   | — | —   | —   |     |

### Groep 14
De wedstrijden werden gespeeld tussen 25 september 2001 en 7 maart 2002. Ieder land speelde een uit- en thuiswedstrijd tegen de andere landen.
| Pos | Team          | Wed | W | G | V | Ptn | DV | DT | +/− | Kwalificatie                      |     | GER | RUS | NIR |
| --- | ------------- | --- | - | - | - | --- | -- | -- | --- | --------------------------------- | --- | --- | --- | --- |
| 1   | Duitsland     | 4   | 4 | 0 | 0 | 12  | 11 | 3  | +8  | Geplaatst voor het hoofdtoernooi. |     | —   | 2–0 | 2–1 |
| 2   | Rusland       | 4   | 2 | 0 | 2 | 6   | 9  | 10 | −1  |                                   |     | 1–5 | —   | 2–0 |
| 3   | Noord-Ierland | 4   | 0 | 0 | 4 | 0   | 4  | 11 | −7  |                                   | 0–2 | 3–5 | —   |     |

### Groep 15
De wedstrijden werden gespeeld tussen 10 en 14 oktober 2001 in Riga, Letland.
| Pos | Team    | Wed | W | G | V | Ptn | DV | DT | +/− | Kwalificatie                      |   | FIN | LAT | SWE |
| --- | ------- | --- | - | - | - | --- | -- | -- | --- | --------------------------------- | - | --- | --- | --- |
| 1   | Finland | 2   | 1 | 1 | 0 | 4   | 3  | 1  | +2  | Geplaatst voor het hoofdtoernooi. |   | —   | 1–1 | 2–0 |
| 2   | Letland | 2   | 1 | 1 | 0 | 4   | 2  | 1  | +1  |                                   |   | —   | —   | 1–0 |
| 3   | Zweden  | 2   | 0 | 0 | 2 | 0   | 0  | 3  | −3  |                                   | — | —   | —   |     |

Jeugd-EK's: onder 21 · onder 19       Jeugd-WK's: onder 20 · onder 17